# Meidericher Spielverein Duisburg 1983-1984
Questa voce raccoglie le informazioni riguardanti il Meidericher Spielverein Duisburg nelle competizioni ufficiali della stagione 1983-1984.

## Stagione
Nella stagione 1983-1984 il Duisburg, allenato da Luis Zacarias, concluse il campionato di 2. Bundesliga al 3º posto. In Coppa di Germania il Duisburg fu eliminato al primo turno dal Kaiserslautern.

## Rosa
| N. |                        | Ruolo | Calciatore          |
| -- | ---------------------- | ----- | ------------------- |
|    | Germania (bandiera)    | P     | Wolfgang de Beer    |
|    | Germania (bandiera)    | P     | Heribert Macherey   |
|    | Paesi Bassi (bandiera) | D     | Kees Bregman        |
|    | Germania (bandiera)    | D     | Hans-Peter Großmann |
|    | Germania (bandiera)    | D     | Frank Hammerschlag  |
|    | Germania (bandiera)    | D     | Markus Kettler      |
|    | Germania (bandiera)    | D     | Udo Lay             |
|    | Germania (bandiera)    | D     | Dietmar Schacht     |
|    | Germania (bandiera)    | D     | Michael Struckmann  |
|    | Paesi Bassi (bandiera) | D     | Kees Zwamborn       |
|    | Germania (bandiera)    | C     | Helmut Balke        |

| N. |                     | Ruolo | Calciatore             |
| -- | ------------------- | ----- | ---------------------- |
|    | Germania (bandiera) | C     | Herbert Büssers        |
|    | Germania (bandiera) | C     | Manfred Dubski         |
|    | Germania (bandiera) | C     | Uwe Fecht              |
|    | Germania (bandiera) | C     | Ralf Heck              |
|    | Germania (bandiera) | C     | Pascal Notthoff        |
|    | Germania (bandiera) | C     | Günter Schlipper       |
|    | Germania (bandiera) | C     | Hubert Schwarz         |
|    | Germania (bandiera) | C     | Franz-Josef Steininger |
|    | Germania (bandiera) | C     | Mike Voßnacke          |
|    | Turchia (bandiera)  | C     | Hassan Yilderim        |
|    | Germania (bandiera) | A     | Roland Wohlfarth       |

## Organigramma societario
Area tecnica
- Allenatore: Luis Zacarias
- Allenatore in seconda: Günter Preuß
- Preparatore dei portieri:
- Preparatori atletici:

## Calciomercato

### Sessione estiva
| Acquisti | Acquisti     | Acquisti             | Acquisti |
| R.       | Nome         | da                   | Modalità |
| -------- | ------------ | -------------------- | -------- |
| C        | Helmut Balke | Alemannia Aquisgrana |          |

| Cessioni | Cessioni      | Cessioni              | Cessioni |
| R.       | Nome          | a                     | Modalità |
| -------- | ------------- | --------------------- | -------- |
| C        | Michael Korb  | Rot-Weiss Essen       |          |
| C        | Norbert Fruck | Eintracht Francoforte |          |
| A        | Uwe Helmes    | Fortuna Colonia       |          |

### Sessione invernale
| Acquisti | Acquisti | Acquisti | Acquisti |
| R.       | Nome     | da       | Modalità |
| -------- | -------- | -------- | -------- |

| Cessioni | Cessioni | Cessioni | Cessioni |
| R.       | Nome     | a        | Modalità |
| -------- | -------- | -------- | -------- |

## Risultati

### 2. Bundesliga

#### Girone di andata
| Duisburg 6 agosto 1983, ore 15:00 CEST 1ª giornata | Duisburg   | 0 – 0 referto | Friburgo | Wedaustadion (3 500 spett.)\| Arbitro: \| Zimmermann \| |
| Arbitro:                                           | Zimmermann |               |          |                                                         |

| Karlsruhe 10 agosto 1983, ore 19:30 CEST 2ª giornata | Karlsruhe  | 0 – 0 referto | Duisburg | Wildparkstadion (21 000 spett.)\| Arbitro: \| Niebergall \| |
| Arbitro:                                             | Niebergall |               |          |                                                             |

| Arbitro: | Schäfer |

|                           |           |  |
| Balke 19’ Dubski 40’, 82’ | Marcatori |  |

| Arbitro: | Schäfer |

|                      |           |                   |
| Wolf 10’ Rombach 17’ | Marcatori | 78’ (rig.) Dubski |

| Arbitro: | Boos |

|                                       |           |                 |
| Schlipper 31’ Wohlfarth 38’ Balke 78’ | Marcatori | 53’, 89’ Werres |

| Essen 31 agosto 1983, ore 19:30 CEST 6ª giornata | Rot-Weiss Essen | 0 – 0 referto | Duisburg | Georg-Melches-Stadion (8 500 spett.)\| Arbitro: \| Jupe \| |
| Arbitro:                                         | Jupe            |               |          |                                                            |

| Arbitro: | Schütte |

|                                           |           |  |
| Wohlfarth 17’, 50’, 53’ Dubski 84’ (rig.) | Marcatori |  |

| Arbitro: | Dellwing |

|                                    |           |         |
| Klinsmann 24’ Merkle 36’ Jeske 79’ | Marcatori | 34’ Lay |

| Arbitro: | Föckler |

|                                           |           |                   |
| Dubski 17’ (rig.), 29’, 46’ Wohlfarth 88’ | Marcatori | 90’ (rig.) Pirsig |

| Arbitro: | Brehm |

|  |           |                          |
|  | Marcatori | 57’ Wohlfarth 85’ Dubski |

| Arbitro: | Retzmann |

|                                                     |           |  |
| Lay 8’ Yilderim 50’ Dubski 61’ (rig.) Wohlfarth 65’ | Marcatori |  |

| Arbitro: | Ermer |

|  |           |               |
|  | Marcatori | 80’ Wohlfarth |

| Arbitro: | Waltert |

|               |           |          |
| Schlipper 16’ | Marcatori | 62’ Abel |

| Arbitro: | Diekert |

|                            |           |            |
| Beller 49’, 64’ Kohnle 84’ | Marcatori | 66’ Dubski |

| Arbitro: | Dellwing |

|              |           |                       |
| Notthoff 53’ | Marcatori | 52’ Schäfer 59’ Heise |

| Arbitro: | Horeis |

|                      |           |                                |
| Szesni 13’ Bohne 67’ | Marcatori | 26’, 72’ Wohlfarth 55’ Büssers |

| Arbitro: | Werner |

|                                 |           |                                 |
| Wohlfarth 25’, 83’ Lay 33’, 65’ | Marcatori | 18’ Metzler 76’ Kollmannsperger |

| Arbitro: | Kasperowski |

|  |           |                             |
|  | Marcatori | 3’ Wohlfarth 22’ Steininger |

| Duisburg 10 dicembre 1983, ore 15:00 CET 19ª giornata | Duisburg | 0 – 0 referto | Darmstadt | Wedaustadion (8 000 spett.)\| Arbitro: \| Waltert \| |
| Arbitro:                                              | Waltert  |               |           |                                                      |

#### Girone di ritorno
| Arbitro: | Diekert |

|             |           |               |
| Stetter 41’ | Marcatori | 21’ Wohlfarth |

| Arbitro: | Barnick |

|                           |           |            |
| Wohlfarth 52’ Büssers 63’ | Marcatori | 17’ Künast |

| Arbitro: | Michel |

|                               |           |              |
| Džoni 13’ (rig.) Steubing 64’ | Marcatori | 7’ Wohlfarth |

| Arbitro: | Mierswa |

|                           |           |  |
| Notthoff 64’, 83’ Lay 86’ | Marcatori |  |

| Arbitro: | Hellwig |

|                         |           |               |
| Hinterberger 70’ (rig.) | Marcatori | 31’ Wohlfarth |

| Arbitro: | Broska |

|               |           |           |
| Wohlfarth 29’ | Marcatori | 23’ Szech |

| Berlino 10 marzo 1984, ore 15:00 CET 26ª giornata | Charlottenburg | 0 – 0 referto | Duisburg | Mommsenstadion (3 700 spett.)\| Arbitro: \| Schmidhuber \| |
| Arbitro:                                          | Schmidhuber    |               |          |                                                            |

| Arbitro: | Hontheim |

|               |           |            |
| Wohlfarth 57’ | Marcatori | 48’ Merkle |

| Arbitro: | Schütte |

|            |           |                            |
| Kalter 61’ | Marcatori | 26’ Notthoff 48’ Wohlfarth |

| Arbitro: | Eli |

|                                     |           |                                  |
| Wohlfarth 2’, 21’, 46’ Notthoff 13’ | Marcatori | 26’, 85’ Runge 55’ (rig.) Funkel |

| Arbitro: | Neuner |

|                      |           |  |
| Kakoko 64’ Jambo 79’ | Marcatori |  |

| Arbitro: | Roth |

|                                     |           |  |
| Notthoff 37’ Lay 72’ Steininger 73’ | Marcatori |  |

| Arbitro: | Matheis |

|                                               |           |                          |
| Täuber 45’ (rig.) Stichler 53’, 69’ Berge 90’ | Marcatori | 17’ Dubski 43’ Wohlfarth |

| Arbitro: | Boos |

|                              |           |  |
| Schacht 75’ Boley 76’ (aut.) | Marcatori |  |

| Arbitro: | Vasel |

|  |           |              |
|  | Marcatori | 52’ Notthoff |

| Arbitro: | Bodmer |

|                    |           |  |
| Wohlfarth 68’, 90’ | Marcatori |  |

| Arbitro: | Theobald |

|          |           |                                                          |
| Ecke 13’ | Marcatori | 10’ (rig.) Notthoff 70’, 85’ (rig.) Wohlfarth 78’ Dubski |

| Arbitro: | Scheuerer |

|                          |           |                                                                 |
| Büssers 2’ Wohlfarth 60’ | Marcatori | 50’ Aussem 56’ Surmann 78’ Hartmann 85’ (rig.) Lorant 90’ Beike |

| Arbitro: | Kasperowski |

|  |           |                      |
|  | Marcatori | 6’ Wohlfarth 16’ Lay |

### Spareggio promozione/retrocessione
| Arbitro: | Heitmann |

|  |           |                                                                 |
|  | Marcatori | 23’ Svensson 53’ Müller 68’ Falkenmayer 78’ Tobollik 80’ Krämer |

| Arbitro: | Dellwing |

|            |           |               |
| Müller 83’ | Marcatori | 80’ Schlipper |

### Coppa di Germania
| Arbitro: | Risse |

|               |           |                          |
| Wohlfarth 28’ | Marcatori | 62’ Briegel 119’ Nilsson |

## Statistiche

### Statistiche di squadra
| Competizione      | Punti | In casa | In casa | In casa | In casa | In casa | In casa | In trasferta | In trasferta | In trasferta | In trasferta | In trasferta | In trasferta | Totale | Totale | Totale | Totale | Totale | Totale | DR  |
| Competizione      | Punti | G       | V       | N       | P       | Gf      | Gs      | G            | V            | N            | P            | Gf           | Gs           | G      | V      | N      | P      | Gf     | Gs     | DR  |
| ----------------- | ----- | ------- | ------- | ------- | ------- | ------- | ------- | ------------ | ------------ | ------------ | ------------ | ------------ | ------------ | ------ | ------ | ------ | ------ | ------ | ------ | --- |
| 2. Bundesliga     | 50    | 19      | 12      | 5       | 2       | 44      | 19      | 19           | 8            | 5            | 6            | 25           | 22           | 38     | 20     | 10     | 8      | 69     | 41     | +28 |
| Coppa di Germania | -     | 1       | 0       | 0       | 1       | 1       | 2       | 0            | 0            | 0            | 0            | 0            | 0            | 1      | 0      | 0      | 1      | 1      | 2      | -1  |
| Totale            | 50    | 20      | 12      | 5       | 3       | 45      | 21      | 19           | 8            | 5            | 6            | 25           | 22           | 39     | 20     | 10     | 9      | 70     | 43     | +27 |

### Andamento in campionato
| Giornata  | 1  | 2  | 3 | 4 | 5 | 6 | 7 | 8 | 9 | 10 | 11 | 12 | 13 | 14 | 15 | 16 | 17 | 18 | 19 | 20 | 21 | 22 | 23 | 24 | 25 | 26 | 27 | 28 | 29 | 30 | 31 | 32 | 33 | 34 | 35 | 36 | 37 | 38 |
| --------- | -- | -- | - | - | - | - | - | - | - | -- | -- | -- | -- | -- | -- | -- | -- | -- | -- | -- | -- | -- | -- | -- | -- | -- | -- | -- | -- | -- | -- | -- | -- | -- | -- | -- | -- | -- |
| Luogo     | C  | T  | C | T | C | T | C | T | C | T  | C  | T  | C  | T  | C  | T  | C  | T  | C  | T  | C  | T  | C  | T  | C  | T  | C  | T  | C  | T  | C  | T  | C  | T  | C  | T  | C  | T  |
| Risultato | N  | N  | V | P | V | N | V | P | V | V  | V  | V  | N  | P  | P  | V  | V  | V  | N  | N  | V  | P  | V  | N  | N  | N  | N  | V  | V  | P  | V  | P  | V  | V  | V  | V  | P  | V  |
| Posizione | 11 | 12 | 5 | 9 | 6 | 5 | 4 | 6 | 5 | 4  | 4  | 3  | 4  | 5  | 6  | 6  | 3  | 3  | 4  | 4  | 3  | 4  | 4  | 5  | 4  | 5  | 5  | 4  | 3  | 4  | 3  | 4  | 3  | 3  | 3  | 3  | 3  | 3  |

Legenda:

Luogo: C = Casa; T = Trasferta. Risultato: V = Vittoria; N = Pareggio; P = Sconfitta.

### Statistiche dei giocatori
| Giocatore       | 2. Bundesliga | 2. Bundesliga | 2. Bundesliga | 2. Bundesliga | Relegation Bundesliga | Relegation Bundesliga | Relegation Bundesliga | Relegation Bundesliga | Coppa di Germania | Coppa di Germania | Coppa di Germania | Coppa di Germania | Totale   | Totale | Totale      | Totale     |
| Giocatore       | Presenze      | Reti          | Ammonizioni   | Espulsioni    | Presenze              | Reti                  | Ammonizioni           | Espulsioni            | Presenze          | Reti              | Ammonizioni       | Espulsioni        | Presenze | Reti   | Ammonizioni | Espulsioni |
| --------------- | ------------- | ------------- | ------------- | ------------- | --------------------- | --------------------- | --------------------- | --------------------- | ----------------- | ----------------- | ----------------- | ----------------- | -------- | ------ | ----------- | ---------- |
| H. Balke        | 10            | 2             | 0             | 1             | 0                     | 0                     | 0                     | 0                     | 0                 | 0                 | 0                 | 0                 | 10       | 2      | 0           | 1          |
| K. Bregman      | 35            | 0             | 2             | 0             | 1                     | 0                     | 0                     | 0                     | 1                 | 0                 | 0                 | 0                 | 37       | 0      | 2           | 0          |
| H. Büssers      | 37            | 3             | 4             | 0             | 2                     | 0                     | 0                     | 0                     | 0                 | 0                 | 0                 | 0                 | 39       | 3      | 4           | 0          |
| M. Dubski       | 36            | 12            | 4             | 0             | 2                     | 0                     | 1                     | 0                     | 1                 | 0                 | 0                 | 0                 | 39       | 12     | 5           | 0          |
| U. Fecht        | 27            | 0             | 5             | 0             | 2                     | 0                     | 0                     | 0                     | 1                 | 0                 | 0                 | 0                 | 30       | 0      | 5           | 0          |
| H. Großmann     | 29            | 0             | 3             | 0             | 1                     | 0                     | 0                     | 0                     | 1                 | 0                 | 0                 | 0                 | 31       | 0      | 3           | 0          |
| F. Hammerschlag | 30            | 0             | 5             | 0             | 2                     | 0                     | 1                     | 0                     | 1                 | 0                 | 0                 | 0                 | 33       | 0      | 6           | 0          |
| R. Heck         | 15            | 0             | 4             | 0             | 1                     | 0                     | 0                     | 0                     | 1                 | 0                 | 0                 | 0                 | 17       | 0      | 4           | 0          |
| M. Kettler      | 3             | 0             | 0             | 0             | 0                     | 0                     | 0                     | 0                     | 0                 | 0                 | 0                 | 0                 | 3        | 0      | 0           | 0          |
| M. Korb         | 0             | 0             | 0             | 0             | 0                     | 0                     | 0                     | 0                     | 1                 | 0                 | 1                 | 0                 | 1        | 0      | 1           | 0          |
| U. Lay          | 37            | 7             | 4             | 0             | 2                     | 0                     | 0                     | 0                     | 1                 | 0                 | 0                 | 0                 | 40       | 7      | 4           | 0          |
| H. Macherey     | 23            | 0             | 0             | 0             | 1                     | 0                     | 0                     | 0                     | 1                 | 0                 | 0                 | 0                 | 25       | 0      | 0           | 0          |
| P. Notthoff     | 30            | 8             | 1             | 0             | 1                     | 0                     | 0                     | 0                     | 0                 | 0                 | 0                 | 0                 | 31       | 8      | 1           | 0          |
| D. Schacht      | 30            | 1             | 4             | 2             | 1                     | 0                     | 0                     | 0                     | 0                 | 0                 | 0                 | 0                 | 31       | 1      | 4           | 2          |
| G. Schlipper    | 25            | 2             | 3             | 0             | 1                     | 1                     | 0                     | 0                     | 1                 | 0                 | 0                 | 0                 | 27       | 3      | 3           | 0          |
| H. Schwarz      | 5             | 0             | 0             | 0             | 0                     | 0                     | 0                     | 0                     | 1                 | 0                 | 0                 | 0                 | 6        | 0      | 0           | 0          |
| F. Steininger   | 30            | 2             | 4             | 0             | 2                     | 0                     | 0                     | 0                     | 1                 | 0                 | 0                 | 0                 | 33       | 2      | 4           | 0          |
| M. Struckmann   | 13            | 0             | 0             | 0             | 2                     | 0                     | 0                     | 0                     | 0                 | 0                 | 0                 | 0                 | 15       | 0      | 0           | 0          |
| M. Voßnacke     | 12            | 0             | 0             | 0             | 2                     | 0                     | 0                     | 0                     | 0                 | 0                 | 0                 | 0                 | 14       | 0      | 0           | 0          |
| R. Wohlfarth    | 35            | 30            | 3             | 0             | 2                     | 0                     | 0                     | 0                     | 1                 | 1                 | 0                 | 0                 | 38       | 31     | 3           | 0          |
| H. Yilderim     | 9             | 1             | 0             | 0             | 0                     | 0                     | 0                     | 0                     | 0                 | 0                 | 0                 | 0                 | 9        | 1      | 0           | 0          |
| K. Zwamborn     | 0             | 0             | 0             | 0             | 0                     | 0                     | 0                     | 0                     | 0                 | 0                 | 0                 | 0                 | 0        | 0      | 0           | 0          |
| W. de Beer      | 16            | 0             | 0             | 0             | 1                     | 0                     | 0                     | 0                     | 0                 | 0                 | 0                 | 0                 | 17       | 0      | 0           | 0          |